# 480-е годы
480-е (четы́реста восьмидеся́тые) го́ды по юлианскому календарю — промежуток времени с 1 января 480 года по 31 декабря 489 года, включающий 480 год 8-го десятилетия   и с 481 по 489 годы    9-го десятилетия V века 1-го тысячелетия.  Они закончились 1536 лет назад.

## 481
- Консул Руфий Ахилий Меций Плацид.
- Хлодвиг I становится королём франков[1][2][3] (может быть 482 год).
- 481—511 — Король франков Хлодвиг.
- Смерть Верины. Против Зенона восстали сирийские легионы, федераты и население Египта.
- Начало восстания в Армении, Картли и Албании под предводительством царя Картли Вахтанга I Горгасала и спарапета Армении Вагана Мамиконяна.

## 482
- Консулы Северин Юниор и Флавий Аппалий Илл Трокунд[4][5].
- Смерть епископа Северина.
- Поход Теодориха в Грецию.
- Эдикт Зенона против монофизитов.
- Считается годом основания города Киева[6] (в 1982 отмечалось 1500-летие Киева).
- Тоба Хун II впервые совершил церемонию поклонения предкам.

## 483
- Консул (на Западе) Аниций Ацилий Агинаций Фауст.
- 483—492 — Папа св. Феликс II (III).
- Теодерих приглашён Зеноном и принял командование над всеми войсками Балкан.
- Телеуты захватили Гаочан, но изгнаны местными жителями.
- 483—493 — Император Ци Сяо Чжэ (У-ди).

## 484
- Консулы Деций Марий Венанций Василий и Теодорих Великий.
- 484—507 — Король вестготов Аларих II, сын Эрика.
- Теодерих стал консулом, ему воздвигнута конная статуя в Константинополе. Теодорих получил для поселения остроготов Дакию Прибрежную и часть Верхней Мёзии.
- 484—519 — Первый раскол церквей (акакианская схизма).
- Леонтий вступил в Антиохию. Зенон отправил против него армию Иоанна Скифа. Иоанн разбил Илла и Леонтия, запер их в Панурии и осадил город.
- 484—496 — Король вандалов Гунтамунд.
- Войско Пероза разбито эфталитами, а сам он погиб. Эфталиты налагают на Сасанидов тяжёлую дань.
- 484—488 — Царь Персии Балаш.
- Христианская церковь в Персии принимает несторианство.
- Балаш вынужден заключить мир со странами Закавказья, признав их самоуправление. С Арменией заключён Нварсакский договор согласно которому марзпаном Армении назначен Ваган Мамиконян. Восстановление царской власти в Албании.
- Налоговая реформа в Тоба-Вэй.
- Основана лавра Саввы Освященного.

## 485
- Консул (на Западе) Квинт Аврелий Меммий Симмах.
- Указ в Тоба-Вэй, запрещающий магию, как противоречащую классическим книгам.
- Крестьянское восстание в Чжэцзяне и Цзянси.
- Умер хан Жужани Юйчэн, возведён на престол Доулунь.
- 485—492 — Хан жужаней Доулунь.
- 485—487 — 23-й император Японии Кэндзо.

## 486
- Консулы Цецина Маворций Василий Деций и Флавий Лонгин.
- Победа Хлодвига над Сиагрием в сражении при Суассоне. Захват франками Суассонской области.
- Введение китайских мод при дворе Тоба-Вэй.
- Тогонцы напали на тибетцев в Амдо.

## 487
- Консул (единственный) Флавий Манлий Боэций.
- Одоакр одержал победу над ругами в Норике (современная Австрия).
- Происходят события Легенды о суасонской чаше
- Теодорих Великий осадил Константинополь, но Флавий Зенон откупился дарами и направил Теодориха в Италию. Заложена основа для вторжения остготов в Италию.
- Восшествие на престол царя Кавказской Албании Вачаганга Благочестивого, последнего независимого от Сасанидов правителя страны.
- Правитель телеутского государства Гаоцзюй Афучжило переселил свой род в верховья Иртыша и объявил себя независимым от жужаней правителем, под именем Хоулоуфэлэ.
- Динлины образовали конфедерацию из 12 племён во главе с двумя братьями Афучжило и Цюнци
- Засуха, голод, эпидемии в Северном Китае.
- В У-ди (Южная Ци) при поддержке Северной Вэй вспыхнуло восстание Хуань Тьяньшэня.
- В Баакульском царстве священного правителя Ч’а-«Casper» сменяет новый правитель Буц’ах Сак Чи’к.

## 488
- Консулы Клавдий Юлий Экклезий Динамий и Руфий Ахилий Сивидий.
- Смерть Хенгиста, вождя ютов.
- Взятие Панурия. Илл и Леонтий казнены.
- Остготы восстали во Фракии против римлян во главе с Теодорихом. Зенон возвёл Теодориха в ранг патриция и консула и убедил остготов направиться на запад.
- переход остготов и ругиев в Италию.
- Осень — Теодорих двинулся из города Новы и пошёл по направлению к Сингидуну и Сирмию. Ему старался помешать король гепидов Трапстила. В сражении на реке Ульке Теодерих разбил Трапстилу. Зима — Теодорих с войском в Сирмии.
- 488—493 — Война Теодориха с Одоакром. Три победы Теодориха и осада Равенны.
- 488—531 — Царь Персии Кавад.
- На престол Персии восходит шахиншах Кавад I Сасанид. Бывший жрец Маздак начинает проповедь о равенстве всех людей перед Богом, общности имущества и женщин. Начало движения маздакитов в Персии.
- Телеуты уничтожили Юэбань.
- 488—498 — 24-й император Японии Нинкэн.

## 489
- Консулы Петроний Пробин и Флавий Евсевий.
- 28 августа — сражение Теодориха и Одоакра на Изонцо. Сентябрь-октябрь — битва у Вероны.
- Скончались: Акакий (Патриарх Константинопольский); Балаш, царь Персии.

## 490
- Консулы Флавий Аниций Проб Фауст Юниор и Флавий Лонгин (II раз).
- Август — Битва на Адде[7][8] (у Милана). Победа Теодориха. Начало осады Равенны.
- 490—491 — Остроготы овладели рядом городов по реке По.
- Осень — Сенатор Фест отправился в Константинополь с просьбой даровать Теодориху царское облачение.
- 490—515 — Вождь эфталитов Торомана.
- Смерть императрицы-регентши. Тоба Хун II принял власть.
- Попытка телеутов заключить союз с Вэй против Жужани неудачна, но им удалось взять Юэбань.

## Важнейшие события
- Сражение при Суассоне (486)[9][10].
- 489 — Теодорих Великий[11][12][13][14][15], король остготов, вторгся в Италию.

## Персоналии
- 481 — Хлодвиг I стал королём салических франков.